# Lynda Carter Maybelline Classic 1982
Lynda Carter Maybelline Classic 1982, також відомий під назвою Lynda Carter Classic, — жіночий тенісний турнір, що проходив на відкритих кортах з твердим покриттям Deer Creek Racquet Club у Дірфілд-Біч (США). Належав до Toyota Series в рамках Avon Championships World Championship Series 1982. Відбувсь утретє і тривав з 4 до 10 жовтня 1982 року. Перша сіяна Кріс Еверт-Ллойд виграла свій третій підряд титул на цьому турнірі й отримала за це 22 тис. доларів США.

## Фінальна частина

### Одиночний розряд
Кріс Еверт-Ллойд —  Андреа Джегер 6–1, 6–1
- Для Еверт це був 7-й титул в одиночному розряді за сезон і 117-й — за кар'єру.

### Парний розряд
Барбара Поттер /  Шерон Волш —  Розмарі Казалс /  Венді Тернбулл 7–6(7–5), 7–6(7–3)
- Для Поттер це був 4-й титул в парному розряді за сезон і 11-й — за кар'єру. Для Волш це був 4-й титул в парному розряді за сезон і 20-й — за кар'єру.

## Розподіл призових грошей
| Дисципліна       | П       | F       | ПФ     | ЧФ     | 1/8    | 1/16 |
| Одиночний розряд | $22,000 | $11,000 | $5,775 | $2,800 | $1,450 | $725 |